# Robert Wulnikowski
Robert Wulnikowski (ur. 11 lipca 1977 w Bydgoszczy) – polski piłkarz, który ma także niemieckie obywatelstwo. Gra na pozycji bramkarza.

## Kariera
Wulnikowski rozpoczął karierę w swoim rodzinnym mieście, w Zawiszy Bydgoszcz. W 1990 r. dołączył do drużyn młodzieżowych Schalke 04. W 1997 roku przeniósł się do drugiego zespołu Schalke i grał w Oberliga Westfalen. W 1999 r. zmienił klub na trzecioligowy FC Union Berlin. W tym klubie był początkowo zmiennikiem takich bramkarzy jak Kay Wehner (Saison 1999/2000) i Sven Beuckert (2000–2002). W 2001 r. Union awansował do Drugiej Bundesligi. Dopiero po dymisji wieloletniego trenera Georgi’ego Wasilew’a w październiku 2002 r. i zaangażowania trenera Mirko Votava był w stanie zostać pierwszym bramkarzem. Do końca sezonu 2003/04, po którym klub spadł ponownie Wulnikowski zaliczył łącznie 54 mecze dla klubu.
Po drugim spadku Unionu Berlin Wulnikowski przeniósł się za nieznaną kwotę transferu do drugoligowego Rot-Weiss Essen. Podczas sezonu zagrał tylko 2 mecze. Pod koniec sezonu było jasne, że odejdzie i kontrakt z bramkarzem został rozwiązany.
Wulnikowski przeszedł w 2005 r. do VfR Aalen grającego wtedy w Regionalliga Süd. Wulnikowski przez dwa sezony był pierwszym bramkarzem w klubie i dwukrotnie klub zajmował 6. miejsce w tabeli. W kwietniu 2007 Wulnikowski świadomie przeniósł się do rywali z ligi Sportfreunde Siegen. W sezonie 2007-08 był pierwszym bramkarzem w drużynie.
Przed sezonem 2008/2009 przeniósł się do trzeciej ligi do Kickers Offenbach. Tam przedłużył umowę na kolejne 3 lata i tak do końca sezonu 2012/2013 grał w Kickers Offenbach.